# حسینیه میان گاله
حسینیه میان گاله مربوط به دوره قاجار است و در شهرستان نکا، بخش مرکزی، دهستان مهروان، روستای میانگاله واقع شده و این اثر در تاریخ ۲۶ اسفند ۱۳۸۶ با شمارهٔ ثبت ۲۱۹۶۳ به‌عنوان یکی از آثار ملی ایران به ثبت رسیده است.